# Passage (liquidatieproces)
Passage is de naam van een groot justitieel onderzoek en later proces. Het was een van de grootste justitiële onderzoeken naar een reeks van liquidaties in de Amsterdamse onderwereld.

## Omvang
Het onderzoek Passage omvatte zeven liquidaties. Vijf van deze liquidaties zijn gepleegd in 1993, de andere twee liquidaties zijn gepleegd in 2005 en 2006. Een aantal verdachten werd ook vervolgd voor poging tot moord, wapenbezit, voorbereiden van moordaanslagen, witwassen en deelname aan een criminele organisatie. Een groot deel van de bewijzen was gebaseerd op verklaringen van de kroongetuige in dit proces, Peter La Serpe. Hij heeft een bekentenis afgelegd in de zaak van Kees Houtman. La Serpe beweerde dat hij kennis en informatie van andere criminele zaken heeft van Jesse Remmers. La Serpe meldde zich na de moord op Thomas van der Bijl, omdat hij bang was het volgende slachtoffer van een liquidatie te zijn.

## De Bunker en Justitieel Complex Schiphol
De zittingen van het proces in eerste aanleg werden gehouden in de zogenaamde Justitiebunker, dit om de veiligheid van verdachten en getuigen zo goed mogelijk te kunnen bewaken. Het was een zeer groot proces met vele zittingsdagen dat liep vanaf 2009,  2012 (Bunker) en in 2017 (Schiphol) was wederom een groot aantal zittingsdagen gepland.

## Hoofdrolspelers
Het Passage-proces draaide om een reeks van liquidaties in de nationale, en vooral Amsterdamse onderwereld.

### Kroongetuigen
Een hoofdrol in het hele proces is weggelegd voor Peter La Serpe omdat die optreedt als kroongetuige voor justitie.
Nadat de zaak in hoger beroep is gegaan eind 2013, heeft ook Fred Ros zich gemeld als kroongetuige. Door advocaten werden zijn verklaringen als leugens afgedaan.

### Verdachten
Naast de kroongetuige, die zelf ook verdachte is, zijn andere bekende namen:
- Dino Soerel[8]
- Jesse Remmers[9] (zoon van crimineel Greg Remmers)
- Mohammed Rasnabe[10] Veroordeeld tot levenslang
- Siegfried Saez
- Nan-Paul de B.

Hoewel Willem Holleeder niet was aangeklaagd in het kader van dit proces, was hij wel verdachte. Zijn twee zussen, Astrid en Sonja, getuigden in dit proces op 30 november en 1 december 2015. In mei 2017 werd bekend dat de zaak tegen hem in januari 2018 van start ging.

### Juristen
Personen die beroepsmatig betrokken waren bij het proces, als advocaat, officier van justitie, advocaat-generaal, rechter of raadsheer, zijn onder anderen:
- Nico Meijering – advocaat van Dino Soerel[14]
- Bénédicte Ficq (2012) / Christiaan Flokstra (2017) – advocaat van Dino Soerel[14]
- Robert Malewicz – advocaat[2]
- Sander Janssen – advocaat van Jesse Remmers[15]
- Jan-Hein Kuijpers – advocaat van Mohammed Rasnabe[16]
- Mark Nillesen – advocaat van Mohammed Rasnabe[16]

## Overeenkomst Peter La Serpe
De officier van justitie ging in de zaak van Kees Houtman acht jaar cel eisen tegen La Serpe. Tijdens zijn detentie krijgt hij een nieuwe identiteit en een ander uiterlijk. Deze regeling is zeer uitzonderlijk omdat er nog nooit een deal is gesloten met iemand die zelf betrokken is geweest bij een moord. Ook was er een anonieme getuige, door de rechtbank Q5 genoemd, die verklaringen heeft afgelegd.

## De misdrijven
In het liquidatieproces worden zeven liquidaties behandeld. Het omvat vijf enkelvoudige moorden, en twee dubbele moorden gepleegd in 1993. Dit betreft de dubbele moord op Salim Hadziselimovic en Djordje Ilic in Ouderkerk aan de Amstel (beter bekend als de Barbecuemoorden) en de dubbele moord op Henie Shamel en zijn vriendin Anne de Witte in Antwerpen. Ook kwam de moord op Tonnie van Maurik in Amsterdam aan bod. De laatste twee liquidaties die ter sprake kwamen zijn die op Kees Houtman (gepleegd in 2005) en die op Thomas van der Bijl (gepleegd in 2006). La Serpe heeft in nog meer moordzaken verklaringen afgelegd, echter zijn verscheidene zaken nog in onderzoek. Daarom werden de liquidaties op Cor van Hout en Robert ter Haak (2003) en Nedim Imaç (2007) niet behandeld. Ook de moorden op vastgoed-kopstuk Willem Endstra en criminelen John Mieremet en Sam Klepper worden in verband gebracht met dezelfde dadergroep.
Hieronder een opsomming van de onderzoeken die deel uitmaken van het liquidatieproces.
- Onderzoek Tanta - De moord op Djordje Ilic en Salim Hadziselimovic in Ouderkerk aan de Amstel (1993).
  - Verdachten zijn Jesse Remmers, Mohammed Rasnabe en Raymond Verbaan.
  - Raymond Verbaan is intussen aan de ziekte van Huntington overleden.[18]

- Onderzoek Opa - De moord op Tonnie van Maurik in Amsterdam (1993).
  - Verdachten zijn Pinny S., Jesse Remmers, Mohammed Rasnabe, Nan-Paul de B. en Freek S.

- Onderzoek Cobra - De moord op Henie Shamel en Anne de Witte in Antwerpen (1993).
  - Verdachten zijn Jesse Remmers, Mohammed Rasnabe, Siegfried Saez en Kenny Rampenburg.
  - Kenny Rampenburg is overleden en wordt dan ook niet vervolgd voor deze moorden.

- Onderzoek Agenda - De moord op Kees Houtman in Amsterdam (2005).
  - Verdachten zijn Dino Soerel, Ali Akgün, Jesse Remmers, Sjaak B., en Peter La Serpe.
  - Ali Akgün en Sjaak B. zijn voor dit feit uit voorarrest ontslagen.

- Onderzoek Perugia - De moord op Thomas van der Bijl in Amsterdam (2006).
  - Verdachten zijn Dino Soerel, Ali Akgün, Fred Ros, Jesse Remmers, Sjaak B. en Peter La Serpe.
  - Ali Akgün en Sjaak B. zijn voor dit feit uit voorarrest ontslagen.

- Onderzoek Nicht - Voorbereiding tot moord op Atilla Ö. (2004).
  - Verdachten zijn Ali Akgün en Fred Ros.
  - Atilla Ö is zelf inmiddels veroordeeld in Turkije tot een langdurige gevangenisstraf voor het voorbereiden van liquidaties en grootschalige drugshandel.

- Onderzoek Indiana - Poging tot liquidatie Russell J. in Amsterdam (2000).
  - Verdachten zijn Jesse Remmers en Mohammed Rasnabe.

- Onderzoek Neef 1 - Voorbereiding tot moord op Leen B. (2004).
  - Verdachte Ali Akgün, Jesse Remmers en Peter La Serpe.
  - Ali A. is voor dit feit uit voorarrest ontslagen.

- Onderzoek Neef - Voorbereiding tot moord op August Adjoeba (2004).
  - Verdachten zijn Ali Akgün, Jesse Remmers en Peter La Serpe.
  - Ali Akgün is voor dit feit uit voorarrest ontslagen. Adjoeba is in 2008 alsnog doodgeschoten.

- Onderzoek Oma - Voorbereiding tot moord op George van D. (2004).
  - Verdachten zijn Fred Ros en Peter La Serpe.

- Onderzoek Bilbao - Wapenvondst in Vinkeveense villa (2003).
  - Verdachte is Sjaak B.
  - Fred Ros en Jesse Remmers hebben in 2003 en 2004 voor deze zaak langdurig in voorarrest gezeten.

## Veroordelingen
In 2013 en 2017
- Jesse Remmers is veroordeeld tot een levenslange gevangenisstraf. Remmers krijgt levenslang voor twee moordpogingen, de uitlokking van de liquidatie op Thomas van der Bijl op 20 april 2006 en voor de moorden op Kees Houtman op 2 november 2005, Henie Shamel en Anne de Witte op 9 mei 1993, Tonnie van Maurik op 19 april 1993 en op Salim Hadziselimovic en Djordje Ilic op 1 april 1993. Tegen hem was ook levenslang geëist.
- Mohammed Rasnabe is veroordeeld tot een levenslange gevangenisstraf, Rasnabe is veroordeeld voor zijn betrokkenheid bij een mislukte liquidatie en voor de moord op Shamel, De Witte, Van Maurik, Hadziselimovic en Ilic. Tegen hem was ook levenslang geëist.
- Siegfried Saez is veroordeeld tot een levenlange gevangenisstraf, Hij is veroordeeld voor de moord op Shamel en De Witte. Tegen hem was ook levenslang geëist.
- Dino Soerel is veroordeeld tot levenslang; voor het opdracht geven van de moorden op van der Bijl en Houtman, in eerste aanleg werd hij tot 1,5 jaar cel wegens witwassen. Tegen hem was levenslang geëist.
- Fred Ros is veroordeeld tot 14 jaar gevangenisstraf; in eerste aanleg werd Ros tot 28 jaar cel veroordeeld voor twee pogingen tot uitlokking en voor de organisatie van een liquidatie. Tegen hem was 14 jaar geëist.
- Chay Pin 'Pinny' S. is veroordeeld tot 13,5 jaar gevangenisstraf, in eerste aanleg werd zij tot 10 jaar veroordeeld. Zij is veroordeeld voor het verstrekken van de opdracht tot een moord. Tegen haar was 11 jaar geëist.
- Nan-Paul de B. is veroordeeld tot 13,5 jaar gevangenisstraf,in eerste aanleg werd hij tot 10 jaar veroordeeld.  Hij is veroordeeld voor het plegen van een moord. Tegen hem was 9,5 jaar geëist.
- Peter La Serpe is veroordeeld tot 8 jaar gevangenisstraf, in eerste aanleg werd hij ook tot 8 jaar veroordeeld. La Serpe is veroordeeld voor moord en poging tot moord. Tegen hem was ook 8 jaar geëist.
- Sjaak B. is veroordeeld tot 5,5 jaar gevangenisstraf; , in eerste aanleg werd hij tot 3,5 jaar cel veroordeeld. Hij is veroordeeld voor wapenhandel. Tegen hem was 3 jaar en 3 maanden geëist.
- Aliekber (Ali) Akgün is veroordeeld tot 1,5 jaar gevangenisstraf. Hij is veroordeeld voor witwassen. Tegen hem was levenslang geëist. Ali Akgün is in december 2014 in Istanbul (Turkije) geliquideerd.[21]
- Freek S. is vrijgesproken, was in eerste aanleg veroordeeld tot 6 jaar gevangenisstraf.  Tegen hem was 5,5 jaar geëist.
- Raymond Verbaan is overleden voor de uitspraak in eerste aanleg.